# Theodorus Pieter de Smeth
Theodorus Pieter baron de Smeth (Amsterdam, 8 augustus 1789 - Den Haag, 3 april 1843) was een telg uit een  adellijk geslacht.
De Smeth was een zoon van Pieter de Smeth (1753-1809) en diens tweede vrouw Sara Maria Graafland, dochter van Joan Graafland. Hij was op 4 mei 1815 te Heemskerk gehuwd met jonkvrouw Johanna Barbara Rendorp (1794-1883). Zij hadden geen kinderen. Zijn weduwe hertrouwde in 1846 met John Archer (1792-1873), kolonel der Zwitserse gardes van Karel X van Frankrijk.
De Smeth was ritmeester. Verder was hij kamerheer van koning Lodewijk Napoleon, keizer Napoleon I, koning Willem I en koning Willem II. 
In 1809 erfde hij de ambachtsheerlijkheid Alphen en Rietveld van zijn vader.